# Statue-menhir des Maurels
La statue-menhir des Maurels est une statue-menhir appartenant au groupe rouergat découverte à Calmels-et-le-Viala, dans le département de l'Aveyron en France.

## Description
Elle a été découverte en 1880 par M. Fabre au lieu-dit Les Maurels, en vis-à-vis des statues-menhirs des Ardaliès, situées à environ 800 m de distance sur l'autre rive du Dourdou. Elle a été sculptée dans une dalle de grès dont le site d'extraction le plus proche est situé à environ 15 km. Son poids de 872 Kg a du nécessiter une logistique importante pour son transport et son érection. Elle mesure 2,09 m de hauteur sur 0,73 m de largeur et 0,25 m d'épaisseur.
C'est une statue masculine, complète, de belle facture bien que légèrement usée dans le dos. Elle comporte tous les caractères anthropomorphes (visage, bras, mains, jambes, pieds, crochets-omoplates) et tous les attributs guerriers masculins : baudrier, « l'objet », un arc et une flèche. La ceinture est décorée de chevrons. Au dos, les bretelles du baudrier s'achèvent en volutes, ce motif, inconnu sur les autres statues-menhirs du groupe, résulte d'une modification ultérieure, à une date inconnue, par sur-gravure.
La statue est conservée dans les collections du musée Fenaille à Rodez, une copie a été dressée sur place près du hameau des Maurels.